# Pomo du Sud
Le pomo du Sud est une langue pomo parlée aux États-Unis, dans le Nord de la Californie.
La langue est quasiment éteinte.

## Écriture
| ʔ | a | b | c | c̓  | č | č̓ | čʰ | d | e  | h | i | k  | k̓ | kʰ | l | m |
| n | o | p | p̓ | pʰ | s | š | ṭ  | ṭ̓ | ṭʰ | t̯ | t̯̓ | t̯ʰ | u | w  | y | : |